# ホワイト・プラネット
ホワイト・プラネット(原題:The White Planet、フランス語:La Planète blanche)は、2006年6月28日に公開された北極に関するドキュメンタリー映画。北米では2007年に公開される。